# Cidamón
Cidamón és un municipi de la Rioja, a la regió de la Rioja Alta. L'església i alguns antics edificis són avui de propietat privada i es troben envoltats per una tanca, i per això no hi ha nucli urbà sinó cases disperses. El major centre urbà i econòmic del municipi és la finca de Casas Blancas, on viu i treballa la major part de la població. Casas Blancas està patint una important deterioració, degut al fet que les propietàries d'aquesta finca no aposten pràcticament per la continuïtat a llarg termini de la seva empresa pel seu escàs rendiment.

## Política
L'ajuntament està format únicament per l'alcalde, Joaquín Yusta de la Calle, del Partit Popular. Yusta va aconseguir 23 vots en les últimes eleccions de 2003, enfront dels 8 de David Peña Soria, del Partido Riojano. Des de les eleccions de 1991 l'ajuntament té un sol membre. Des d'aquesta data sempre ha estat governat pel pP, salvo de 1995 a 1999, després de la victòria electoral del Partido Riojano. De 1979 a 1991 l'ajuntament va estar format per cinc regidors. En les primeres eleccions, el PSOE va aconseguir tots els regidors, ja que va ser l'única candidatura presentada. El PSOE va mantenir la majoria absoluta fins a 1991, quan va empatar a vots amb el PP, guanyant l'ajuntament aquests últims.

## Fills il·lustres[calcitació]
- Luís María Peña Blanco: Empresari